# 九宏薬品
九宏薬品株式会社（きゅうこうやくひん）は、福岡県福岡市博多区半道橋2-2-51に本社を置く主に医薬品・医療機器の卸売りを扱う企業であった。現在はメディセオ・パルタックホールディングスグループの一社「アトル」である。地盤の九州地区では3位。

## 概要
- 代表取締役社長　木瀬克彦（山之内製薬に勤務経験あり）
- 資本金 706億円
- 従業員数 711名

## 沿革
- 1947年1月資本金18万円で「九鉱薬品株式会社」を設立
- 1947年「稲畑産業」「明治商事」「協和産業」「長瀬産業」「宇治化学」「日本薬品」と直接取引開始
- 1948年「山之内製薬」「第一製薬」「武田薬品」（後に取引関係解消）「三共」（後に取引関係解消）「今永商事」「牛津製薬」「小西六写真工業」と直接取引開始
- 1949年「小野薬品」「藤沢薬品」「日本薬品工業」「丸石製薬」「第一化学」「おたふくわた」「高杉製薬」「井本医療機器」「美スズ商会」と直接取引開始
- 1950年10月「飯塚連絡所」開設（川口屋の飯塚営業所の一角を借りての開設）
- 1957年3月「飯塚支店」を新築し支店に昇格
- 1962年6月「上通薬品」（熊本市）と業務提携
- 1963年1月「宗像連絡所」開設
- 1963年4月「熊本支店」開設
- 1963年5月「上通薬品」を合併し「熊本支店」に統合
- 1963年6月東京都に「大鵬薬品工業株式会社」（大塚製薬と全国の主要卸業者が出資して設立された企業である）設立。福岡地区独占販売契約を締結。大鵬薬品は1県1社代理店制度を採用する
- 1963年9月福岡県飯塚市の「共立薬品株式会社」を合併し「飯塚支店」に統合
- 1964年2月東京都大田区に「東京支店」を開設する
- 1964年4月東京都の「清和薬品株式会社」を合併し「東京支店」に統合
- 1964年4月「八王子出張所」開設
- 1965年1月「八幡出張所」開設
- 1965年2月「田川出張所」開設
- 1965年2月本社-東京支店-熊本支店にテレックス開設
- 1965年3月「二日市出張所」開設
- 1966年11月「小倉支店」開設
- 1966年12月「福岡血液配給センター」設立
- 1966年12月「飯塚支店」新築移転
- 1967年1月「九宏薬品株式会社」に商号変更
- 1967年7月「糸原連絡所」開設
- 1967年7月東京都の「東邦薬品」と業務提携
- 1967年12月「八王子出張所」新築
- 1968年4月「中九州薬品株式会社」（福岡県久留米市）と合併、「久留米支店」（久留米出張所統合）・「大牟田出張所」開設
- 1968年5月「平和薬品株式会社」（鹿児島県鹿児島市）と業務提携
- 1969年8月「熊本支店」新築移転
- 1970年9月「八幡出張所」を「小倉支店」に統合
- 1970年10月「福岡血液配給センター」新築移転
- 1971年2月「田川出張所」新築移転
- 1971年5月田辺製薬の系列子会社の「唐津薬品株式会社」（佐賀県唐津市）と業務提携
- 1973年11月「平和薬品株式会社」と合併、「鹿児島支店」・「宮崎出張所」・「鹿島連絡所」開設
- 1974年本社新築移転・福岡血液配送センター新築移転
- 1975年「川崎出張所」開設
- 1976年6月「唐津薬品株式会社」を合併、「唐津支店」・「佐賀支店」・「武雄出張所」開設
- 1976年9月「西福岡出張所」開設
- 1977年1月「大牟田出張所」新築移転
- 1977年4月「大学堂株式会社」（熊本県熊本市）と業務提携
- 1978年3月「武雄出張所」新築移転
- 1978年5月「宮崎支店」新築移転
- 1978年7月「佐賀支店」新築移転
- 1978年9月「八代出張所」新築移転
- 1979年1月全支店・営業所・出張所・連絡所をオンライン化
- 1979年4月「鹿児島支店」新築移転
- 1980年6月「日向連絡所」開設
- 1980年7月「小倉支店」新築移転
- 1980年8月「都城連絡所」開設
- 1981年2月「大学堂株式会社」を合併、「熊本支店」と統合
- 1981年3月「株式会社ホクヨー」（福岡県北九州市）と合併、「小倉支店」と統合
- 1981年6月全社に「ファクシミリ」設置
- 1981年6月「西福岡出張所」を「西福岡支店」に昇格
- 1982年9月「東京支店」新築移転
- 1982年9月「川崎出張所」新築移転
- 1984年6月「川内営業所」開設
- 1984年9月「藏元薬品株式会社」（鹿児島県鹿児島市）と業務提携
- 1985年3月東京都の「東邦薬品」と北海道の「ホシ伊藤（現・ほくやく）」と「株式会社ティ・エイチ・ケー (T・H・K)」を設立
- 1985年6月「藏元薬品株式会社」を合併、鹿児島支店・鹿屋出張所・川内営業所に統合
- 1986年6月「隼人営業所」開設
- 1986年10月「二日市営業所」新築移転
- 1986年10月「宗像営業所」新築移転
- 1987年6月全出張所を営業所に昇格
- 1987年6月「熊本南支店」開設
- 1987年7月「武雄営業所」新築移転
- 1988年8月「長崎営業所」開設
- 1988年8月「糸島営業所」新築移転
- 1988年11月「筑後営業所」開設
- 1989年4月「大島営業所」開設
- 1990年3月「日向連絡所」を「延岡連絡所」に新築移転
- 1990年11月「福岡証券取引所」に上場
- 1991年4月「大牟田営業所」新築移転
- 1991年7月「大島営業所」を新築移転
- 1992年3月「延岡連絡所」を「延岡営業所」に新築移転
- 1992年12月「川内営業所」新築移転
- 1993年北海道の「ホシ伊藤」と業務提携
- 1993年12月「長崎営業所」新築移転
- 1994年11月「青梅営業所」開設
- 1995年2月「久留米支店」新築移転・鳥栖営業所統合
- 1995年4月「八幡・二日市・筑後・大牟田」の営業所を支店に昇格
- 1995年8月「ソメヤ株式会社」（大分県大分市）を合併、大分支店開設
- 1996年3月「熊本支店」新築移転
- 1996年5月「長崎支店」新築移転
- 1996年12月「小倉支店」新築移転
- 1996年12月「大阪証券取引所第二部」に上場
- 1998年10月北海道の「ホシ伊藤」との業務提携解消（「ホシ伊藤」と「バレオ」の合併により解消）
- 1999年10月「株式会社ユニック」と合併し「株式会社アトル」設立
- 1999年10月「株式会社ティ・エイチ・ケー (T・H・K)」を解散

## 大株主
- 木瀬克巳
- 福岡銀行
- 田辺製薬
- 山之内製薬
- 富士銀行
- 社員持株会
- 十八銀行
- 塩野義製薬
- さくら銀行
- 木瀬克彦

## 1997年度地域別売上高（百万円）
- 福岡県43,622
- 佐賀県5,250
- 長崎県1,025
- 熊本県6,534
- 鹿児島県7,038
- 宮崎県4,124
- 大分県901
- その他5,826

## 支店
- 東京・八王子・小倉・八幡・飯塚・田川・西福岡・二日市・久留米・筑後・大牟田・佐賀・唐津・長崎・熊本・鹿児島・宮崎・大分

## 営業所
- 川崎・青海・行橋・宗像・糸島・武雄・北熊本・八代・川内・鹿屋・隼人・大島・都城・延岡

## 主な取引メーカー
- 田辺製薬
- 山之内製薬
- 塩野義製薬
- エーザイ
- 萬有製薬
- 大塚製薬

## 九宏薬品とユニックの合併
- 九州でのシェアは、25%を超え、年商1,700億円の「株式会社アトル」が誕生、同地区には年商1,800億の「株式会社アステム」が存在、武田薬品筆頭取引卸がシェアの50%以上を占めることに成り、三共販売系卸（富田薬品・九薬・ヤクシン・新生堂・森薬品等）が2割のシェアしかないことになる。
- 取り扱いメーカーは、武田薬品・山之内製薬・田辺製薬・塩野義製薬の順になる。

## 備考
- 九州の炭鉱及び炭鉱病院に対する医薬品などの衛生物資を集荷配給する会社として1947年1月福岡県福岡市管内町に九州地方商工局石炭部・福岡県石炭協会・炭鉱病院等の指導協力を得て半官半民的会社として設立
- 1957年7月に炭鉱の斜陽化と国民皆保険制度で官公立病院・一般病院・診療所への販売開始
- 1960年6月に一般医薬品等の販売開始